# Carboniera

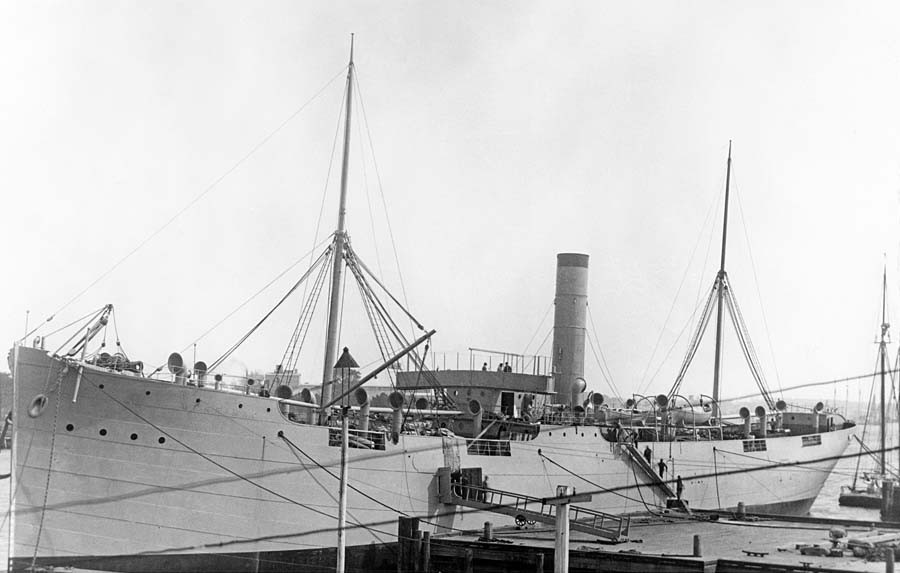
La nave carboniera Uss Merrimac del 1898

Una carboniera è un tipo di nave porta rinfuse specificatamente progettata ed utilizzata per trasportare carbone.

## Alcune unità carboniere
- SS River Clyde
- USS Merrimac
- SS Ulysses
- USS Cyclops
- SS Bengrove
- USS Langley
- USS Vestal
- HM Bark Endeavour
- HMS Investigator
- Classe Liberty (EC2-S-AW1)